# ママヌザ諸島

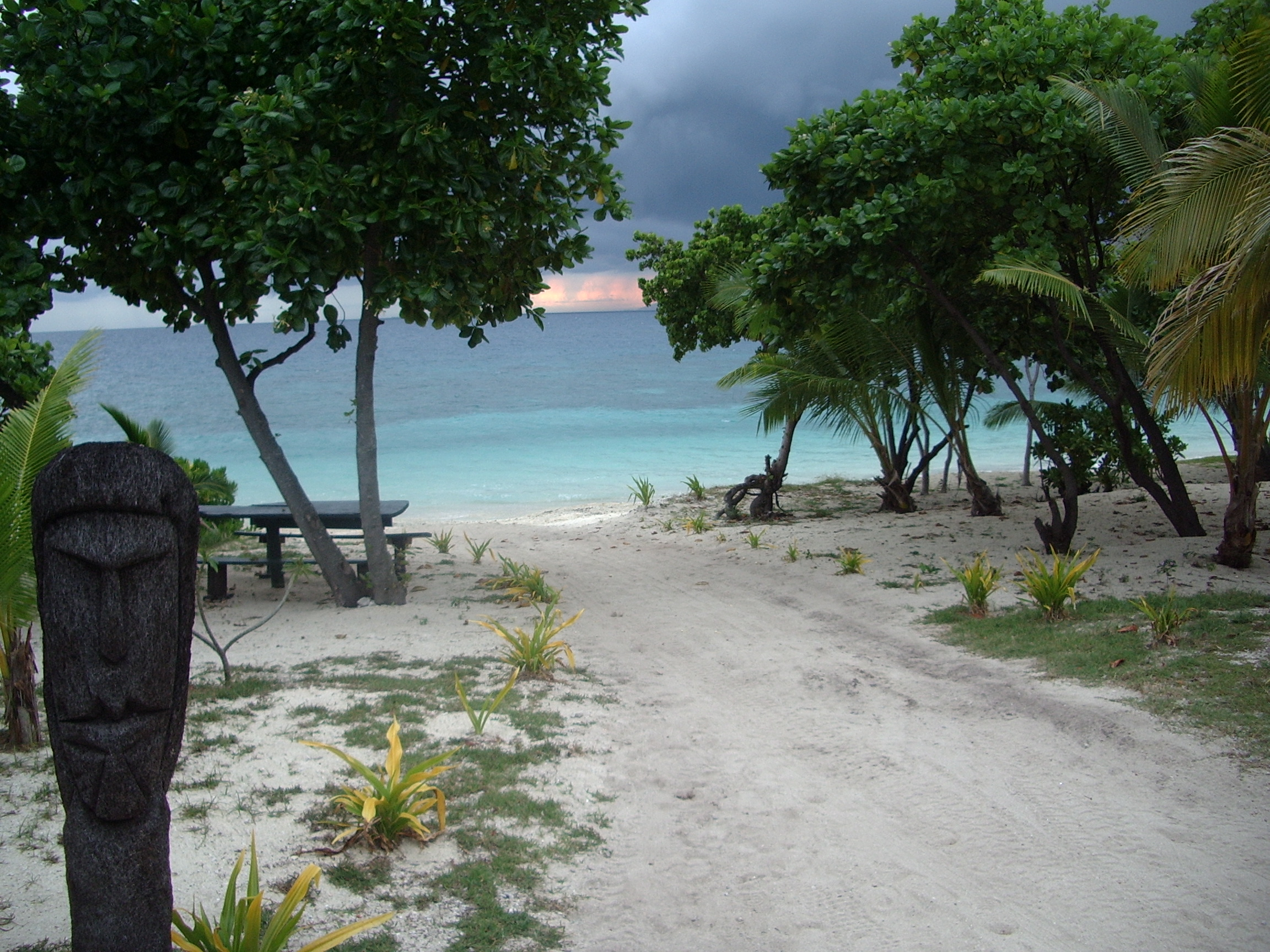
ママヌザ諸島内バウンティ島

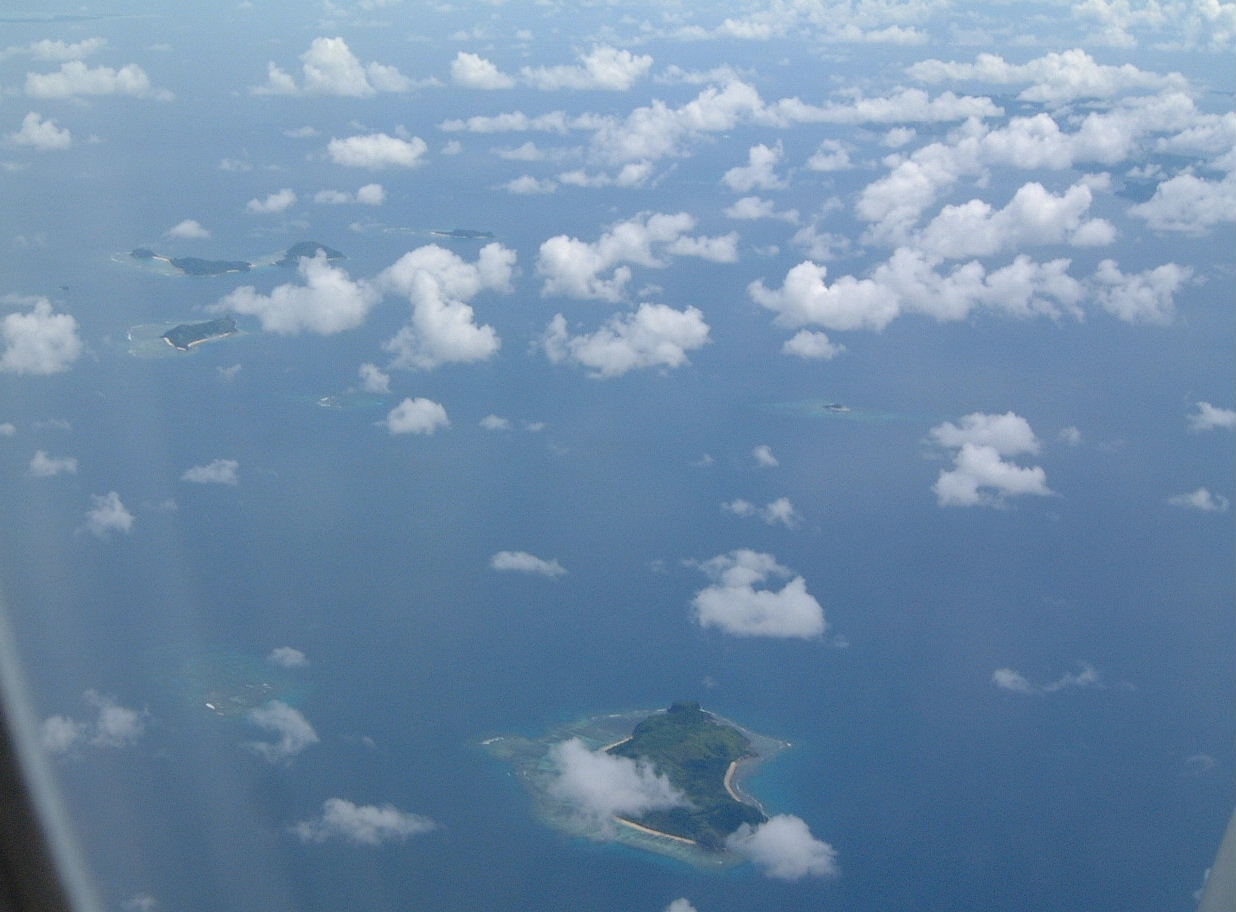
空から見たママヌザ諸島

ママヌザ諸島（ママヌザしょとう、Mamanuca Islands）は、フィジー共和国西部地域ナドロンガ・ナヴォサ州の諸島。

## 概要
火山性の諸島で、バ州に属するビティレブ島西部の都市ナンディの西沖合い、かつ、ヤサワ諸島の南に浮かぶ。いくつかの島は満潮時には海面下となる。快晴が多く降雨が少ない気候のため水源の確保が難しく、諸島最大の島マロロ島など数島にしか居住者がいなかったが、美しい海と、フィジーの玄関口であるナンディ国際空港に近いこと、温暖で快晴の多い気候などから観光開発が進められ、現在ボモ島、トコリキ島、マタマノア島、マナ島、カリト島（キャストアウェイ島）、マロロ島、マロロライライ島、ナモツ島、タバルア島、ナビニ島、マラマラ島、カンダブライライ島（バウンティ島）、ビーチコンバー島など、20以上の島にリゾートが建設されている。諸島のうちのひとつであるモヌリキ島は、2000年に映画「キャスト・アウェイ」の舞台となった。